# Temporada do Goiás Esporte Clube em 2010
Temporada do Goiás Esporte Clube em 2010, participou do Goianão — ficando em 4º lugar —, da Copa do Brasil — caiu nas oitavas de finais — do Campeonato Brasileiro — onde ficou na 19ª colocação — e da Copa Sul-Americana - onde foi vice campeão.Após uma campanha ruim no Campeonato Brasileiro, o time foi rebaixado, em 2010, à Série B com dois jogos de antecipação. No entanto, o time fez uma boa campanha na Copa Sul-Americana, chegando a sua primeira final de uma competição internacional em vitória sobre o Palmeiras, de virada, por 2 a 1, no Pacaembu. O Goiás tinha perdido o primeiro jogo por 1 a 0, no Serra Dourada e venceu no critério do gol fora de casa. No dia 1 de dezembro de 2010, venceu o Independiente da Argentina pelo placar de 2 a 0 no primeiro jogo da final da  Copa Sul-Americana. Porém na partida de volta, o time perdeu por 3 a 1 no tempo normal e foi derrotado nos pênaltis por 5 a 3, ficando assim, em segundo lugar.

## Elenco profissional

### Elenco de 2010
- Atualizado em 28 de junho  de 2015.

Legenda
- : Capitão

- : Jogador emprestado ao Goiás

## Goianão 2010
| Equipe | Município | Em 2009 | Estádio  | Melhores desempenhos              |
| ------ | --------- | ------- | -------- | --------------------------------- |
| Goiás  | Goiânia   | Campeão | Serrinha | Campeão 22 vezes (última em 2009) |

### Classificação Final
| Goianão 2010 | Goianão 2010 | Goianão 2010 | Goianão 2010 | Goianão 2010 | Goianão 2010 | Goianão 2010 | Goianão 2010 | Goianão 2010 | Goianão 2010 | Goianão 2010 |
| Time | Time         | PG           | J            | V            | E            | D            | GP           | GC           | SG           |              |
| --- | ------------ | ------------ | ------------ | ------------ | ------------ | ------------ | ------------ | ------------ | ------------ | ------------ |
| 4 | Goiás        | 28           | 18           | 8            | 4            | 6            | 31           | 25           | 6            |              |
| PG - pontos ganhos; J - jogos; V - vitórias; E - empates; D - derrotas; GP - gols pró; GC - gols contra; SG - saldo de gols |              |              |              |              |              |              |              |              |              |              |

|  |                                                      |
|  | Classificado à Segunda-Fase (Semi-Final) do Goianão. |

### Semifinal

#### Primeiro jogo
| 11 de abril de 2010 | Goiás | 0 - 0 | Atlético Goianiense | Estádio Serra Dourada, Goiânia |
| 16:00               |       |       |                     | Público: 23,373 pagantes       |

#### Segundo jogo
| 18 de abril de 2010 | Atlético Goianiense | 4 - 2 | Goiás | Estádio Serra Dourada, Goiânia |
| 16:00               |                     |       |       | Público: 13,566 pagantes       |

#### Artilharia
| 8 gols - Felipe (Goiás) 7 gols - Fernandão (Goiás) |

#### Média de Público
| Nº | Time  | Jogos | Público Total* | Média de Público* |
| -- | ----- | ----- | -------------- | ----------------- |
| 4  | Goiás | 10    | 58.733         | 5.874             |

*Considera-se apenas o público pagante.

#### Seleção do Campeonato
Festa de premiação aos Melhores do Goianão promovida pela Federação Goiana de Futebol
- Zagueiro: Rafael Toloi (Goiás)
- Atacante:  Felipe (Goiás)

Fonte: Federação Goiana de Futebol

## Copa do Brasil de Futebol de 2010
Estes são os resultados do Goiás nas partidas da Copa do Brasil de Futebol de 2010 que estão sendo realizadas em 2010 e organizados pela Confederação Brasileira de Futebol (CBF).
| UF    | Clube | Forma de Classificação   |
| ----- | ----- | ------------------------ |
| Goiás | Goiás | Campeão do Estadual 2009 |

- A equipe do Goiás se classificou através da competiçõe estadual (veja acima).

### Destaque
- Na segunda fase a maior goleada desta fase foi aplicada pelo Goiás contra o São José (AP): 7 a 0.[4]

### Primeira fase

#### Chave 5
Primeiro jogo
| 24 de fevereiro | Ituiutaba                    | 2 – 3          | Goiás                                        | Estádio da Fazendinha, Ituiutaba                    |
| 21:00           | Kanu 11' · William Saroa 33' | Súmula Borderô | 2' Felipe · 52' Rafael Moura · 56' Fernandão | Público: 806 Árbitro: SP Rodrigo Ferreira do Amaral |

Segundo jogo
| 10 de março | Goiás | 0 – 0          | Ituiutaba | Estádio da Serrinha, Goiânia                        |
| 21:00       |       | Súmula Borderô |           | Público: 1,725 Árbitro: MT Marcelo Alves dos Santos |

### Segunda fase

#### Chave 35
Primeiro jogo
| 17 de março | São José-AP | 0 – 1 | Goiás            | Estádio Glicério Marques, Macapá                          |
| 21:00       |             |       | 75' Rafael Moura | Público: 2,521 Árbitro: AM Manuel Domingos Conceição Cruz |

Segundo jogo
| 31 de março | Goiás                                                             | 7 – 0  | São José-AP | Estádio da Serrinha, Goiânia                        |
| 21:00       | Rafael Moura 12', 15', 27', 41' · Romerito 50', 82' · Rithely 87' | Súmula |             | Público: 1,009 Árbitro: MS Manoel Paixão dos Santos |

### Oitavas-de-final
A partir das oitavas-de-final, a ordem dos jogos será definida por sorteio e a partida de volta é obrigatória.

#### Chave 50
Primeiro jogo
| 15 de abril | Vitória                                                    | 4 – 0 | Goiás | Estádio Barradão, Salvador              |
| 21:00       | Ramon Menezes 68' · Júnior 74' · Bida 76' · Schwenck 90+1' |       |       | Público: 8,846 Árbitro: SC Célio Amorim |

Segundo jogo
| 22 de abril | Goiás                           | 2 – 2 | Vitória                   | Estádio Serra Dourada, Goiânia                      |
| 21:50       | Felipe 3' (pen) · Fernandão 32' |       | 16' Uelliton · 41' Júnior | Público: 2,107 Árbitro: RS Leonardo Gaciba da Silva |

### Artilharia
6 gols (4)
- Rafael Moura ( Goiás)

2 gols (30)
- Felipe ( Goiás)
- Fernandão ( Goiás)
- Romerito ( Goiás)

1 gol (142)
- Rithely ( Goiás)

## Copa Sul-Americanade2010
A Copa Sul-Americana de 2010 foi a nona edição do torneio de futebol realizado no segundo semestre de cada ano pela Confederação Sul-Americana de Futebol (CONMEBOL). Equipes das dez associações sul-americanas participaram do torneio.A final foi disputada entre Independiente, da Argentina, e Goiás, do Brasil. Na primeira partida da decisão em Goiânia, vitória do Goiás por 2–0 e na volta, em Avellaneda, o Independiente foi o vencedor por 3–1. Como as equipes igularam no saldo de gols, foi preciso uma prorrogação e em seguida disputa por pênaltis para definir o título, vencido pelo Independiente por 5–3.
| País               | Equipe | Classificação                                 |
| ------------------ | ------ | --------------------------------------------- |
| Brasil · (8 vagas) | Goiás  | 9ª colocação no Campeonato Brasileiro de 2009 |

### Segunda fase
A segunda fase foi disputada pela equipes classificadas em primeiro lugar de cada país, além das equipes da Argentina e do Brasil e os oito que avançaram da primeira fase. São 16 chaves com partidas de ida e volta.
| Chave | Equipe 1 | Total | Equipe 2 | Ida | Volta |
| ----- | -------- | ----- | -------- | --- | ----- |
| O14   | Goiás    | 3–1   | Grêmio   | 1–1 | 2–0   |

### Chave O14
| 5 de agosto   | Goiás                  | 1 – 1     | Grêmio   | Estádio Serra Dourada, Goiânia |
| 19:30 (UTC-3) | Rafael Moura 78' (pen) | Relatório | Hugo 36' | Árbitro: BRA Marcelo Henrique  |

| 12 de agosto  | Grêmio | 0 – 2     | Goiás                          | Estádio Olímpico, Porto Alegre    |
| 19:30 (UTC-3) |        | Relatório | Amaral 9' · Éverton Santos 90' | Árbitro: BRA Paulo César Oliveira |

A fase final da Copa Sul-Americana de 2010 foi disputada entre 28 de setembro e 8 de dezembro, compreendendo as disputadas de oitavas-de-final, quartas-de-final, semifinais e final.
As equipes se enfrentaram em jogos eliminatórios de ida e volta, classificando-se para a fase seguinte a que somasse o maior número de pontos. Em caso de igualdade em pontos, a regra do gol marcado como visitante entraria em consideração (exceto na final). Persistindo o empate, a vaga seria definida em disputa por pênaltis.
Nas finais, caso ocorresse igualdade em pontos e no saldo de gols seria disputada uma prorrogação. Se ainda assim não houvesse definição, haveria disputa por pênaltis.

#### Oitavas-de-final
Em 24 de setembro a CONMEBOL anunciou o programa para as oitavas-de-final.
| Chave | Equipe 1 | Total    | Equipe 2 | Ida | Volta |
| ----- | -------- | -------- | -------- | --- | ----- |
| C3    | Peñarol  | 3–3 (gf) | Goiás    | 0–1 | 3–2   |

#### Chave C3
Todas as partidas estão no horário local.
| 13 de outubro | Goiás            | 1 – 0     | Peñarol | Estádio Serra Dourada, Goiânia |
| 19:30 (UTC-3) | Rafael Moura 23' | Relatório |         | Árbitro: ARG Diego Abal        |

| 20 de outubro | Peñarol                                            | 3 – 2     | Goiás                                 | Estádio Centenário, Montevidéu |
| 19:30 (UTC-2) | Mathías Corujo 38' · M. Sosa 43' · Martinuccio 84' | Relatório | Rafael Moura 17' · Carlos Alberto 77' | Árbitro: PAR Carlos Amarilla   |

### Quartas-de-final
| Chave | Equipe 1 | Total | Equipe 2 | Ida | Volta |
| ----- | -------- | ----- | -------- | --- | ----- |
| S3    | Avaí     | 2–3   | Goiás    | 2–2 | 0–1   |

#### Chave S3
Todas as partidas estão no horário local.
| 27 de outubro | Goiás                   | 2 – 2     | Avaí                            | Estádio Serra Dourada, Goiânia            |
| 22:00 (UTC-2) | Rafael Moura 29', 90+4' | Relatório | Davi 52' (pen) · Marcelinho 71' | Público: 3,742 Árbitro: BRA Wilson Seneme |

| 11 de novembro | Avaí | 0 – 1     | Goiás            | Estádio da Ressacada, Florianópolis     |
| 20:00 (UTC-2)  |      | Relatório | Rafael Moura 45' | Público: 9,572 Árbitro: BRA Héber Lopes |

## Semifinais
Como duas equipes do Brasil alcançaram essa fase, os confrontos pré-determinados foram alterados para que essas equipes se enfrentassem nessa fase.
| Chave | Equipe 1  | Total    | Equipe 2 | Ida | Volta |
| ----- | --------- | -------- | -------- | --- | ----- |
| F2    | Palmeiras | 2–2 (gf) | Goiás    | 1–0 | 1–2   |

### Chave F2
Todas as partidas estão no horário local.
| 17 de novembro | Goiás | 0 – 1     | Palmeiras           | Estádio Serra Dourada, Goiânia             |
| 21:50 (UTC-2)  |       | Relatório | Marcos Assunção 49' | Público: 14,129 Árbitro: BRA Evandro Roman |

| 24 de novembro | Palmeiras | 1 – 2     | Goiás                            | Estádio do Pacaembu, São Paulo |
| 21:50 (UTC-2)  | Luan 34'  | Relatório | Carlos Alberto 45' · Ernando 83' | Árbitro: BRA Héber Lopes       |

## Final
O campeão da Copa Sul-Americana de 2010 adquiriu o direito de participar da Copa Libertadores da América de 2011, além de disputar a Recopa Sul-Americana e a Copa Suruga Bank do ano seguinte.
| Ano  | País                                                                                       | Clube mandante | Resultado | Clube visitante | País      | Estádio                 | Local                 | Notas |
| ---- | ------------------------------------------------------------------------------------------ | -------------- | --------- | --------------- | --------- | ----------------------- | --------------------- | ----- |
| 2010 | Brasil                                                                                     | Goiás          | 2–0       | Independiente   | Argentina | Serra Dourada           | Goiânia, Brasil       | [ 9 ] |
| 2010 | Argentina                                                                                  | Independiente  | 3–1       | Goiás           | Brasil    | Libertadores de América | Avellaneda, Argentina | [ 9 ] |
| 2010 | Empate por 3–3 no placar agregado. Independiente venceu por 5–3 na disputa por pênaltis ** |                |           |                 |           |                         |                       | [ 9 ] |

| **      | Venceu a partida nos pênaltis após o tempo regular |
| Negrito | Indica o vencedor da competição                    |

| 1 de dezembro | Goiás                                | 2 – 0     | Independiente | Estádio Serra Dourada, Goiânia |
| 22:00 (UTC-2) | Rafael Moura 14' · Otacílio Neto 22' | Relatório |               | Árbitro: PAR Carlos Torres     |

| 8 de dezembro | Independiente                     | 3 – 1 (pro) | Goiás            | Estádio Libertadores de América, Avellaneda |
| 21:00 (UTC-3) | J. Velázquez 19' · Parra 27', 34' | Relatório   | Rafael Moura 22' | Árbitro: COL Óscar Ruiz                     |

|                                          |       | Penalidades                                     |  |
| M. Velázquez Parra Gracián Matheu Tuzzio | 5 – 3 | Rafael Tolói Éverton Santos Felipe Rafael Moura |  |

| Clube | Vencedor | Vice-colocação | Anos vencedor | Anos vice-colocado |
| ----- | -------- | -------------- | ------------- | ------------------ |
| Goiás | 0        | 1              | –             | 2010               |